# Квон Рисе
Квон Рисе (16. август 1991 — 7. септембар 2014) била је јужнокорејска певачица.

## Смрт
Дана 3. септембра 2014. године, чланови групе Лејдис код у којој је била и Квон, доживели су саобраћајну несрећу. Њихов ауто је ударио од заштитни зид у близини малог насеља Сингал-донг. Њена колегица Го Еун-би је умрла од повреда које је задобила у саобраћајној несрећи. Извештаји говоре како је и возач погинуо. Чланице групе Рисе и Сојунг су задобиле тешке повреде. Ешли и Зуни су задобиле лакше повреде. Умрла је у 10:10 сати ујутро од тешких озљеда. Њено тело је кремирано и сахрањено у Јапану.